# 나이세강

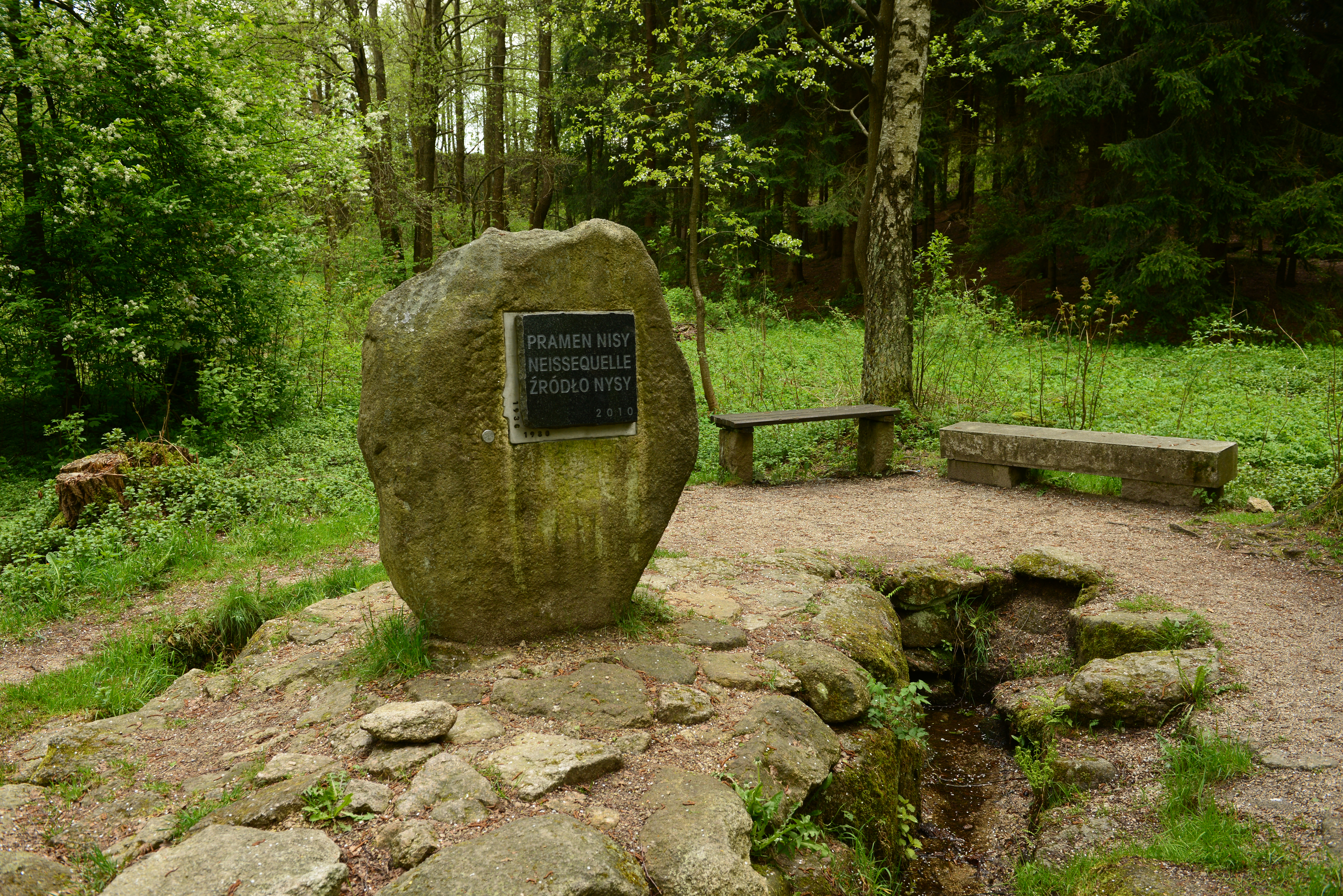

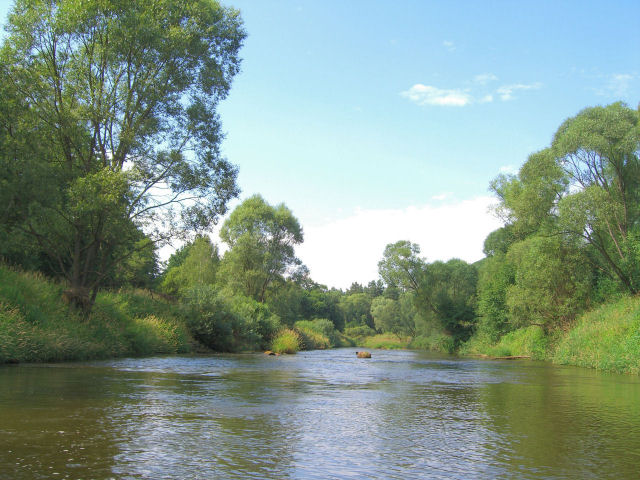
나이세강

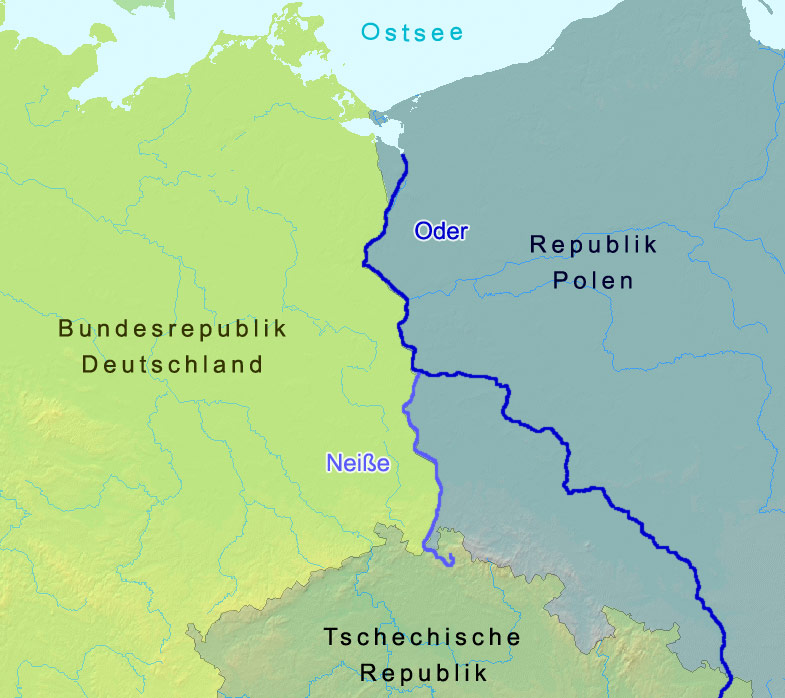
나이세강의 위치

나이세강(Neisse)은 유럽 북부의 강으로, 체코와 독일, 폴란드 국경의 일부를 따라 북쪽으로 흘러 오데르강과 합류한다. 길이는 233km이다.